# Río Desná
El río Desná (en ruso: Десна; en ucraniano: Десна) es un largo río de Europa oriental que discurre por Rusia y Ucrania, el principal afluente del río Dniéper. El nombre del río significa «la mano derecha» en la antigua lengua eslava del este. Su longitud es de 1130 km y drena una cuenca de 88 900 km².
En Ucrania, el río tiene una anchura de 60 a 250 m, con una profundidad media que llega a alcanzar los 3 metros. Su caudal promedio anual es de 360 m³/s. El río se hiela a partir de principios de diciembre hasta principios de abril, y es navegable desde Nóvgorod-Síverski, a lo largo de 535 km.

## Geografía

### Curso
El río Desná proviene de las altos de Smolensk, en Rusia. El río nace al sureste de la ciudad de Smolensk, no lejos de Yelnia, en un bosque cerca del pueblo de Naleti. El Desná fluye en dirección sur por un valle bajo y pantanoso hacia la ciudad de Briansk, capital del óblast de Briansk.
Después de su confluencia con el río Seim cerca de la frontera ruso-ucraniana, el río entonces se ensancha, dividiéndose en numerosas pequeñas ramas. Su orilla derecha disminuye otra vez cerca de la ciudad de Chernígov, y otra vez cerca de uno de sus tributarios, el río Oster, donde el Desná sigue su curso por un llano bajo, fangoso hasta que finalmente alcance su desembocadura cerca de Kiev, en el río Dniéper.

### Afluentes
El río Desná tiene 18 destacados afluentes por su margen derecha y 13 por la izquierda. Los más importantes son, en dirección aguas arriba, los siguientes:
- río Oster (Остёр), por la margen izquierda, con una longitud de 199 km, una cuenca de 2950 km² y un caudal de 3,2 m³/s;
- río Snov (Снов), afluente por la margen derecha, con una longitud de 253 km, una cuenca de 8700 km² y un caudal de 24 m³/s;
- río Seim (Сейм), afluente por la margen izquierda, con una longitud de 748 km y una cuenca de 22.500 km²;
- río Sudost (Судость), por la margen derecha, con una longitud de 208 km, una cuenca de 5850 km² y un caudal de 18,9 m³/s;
- río Nerussa  (Нерусса), por la margen izquierda, con una longitud de 161 km, una cuenca de 5630 km² y un caudal de 13,5 m³/s;
- río Navlya (Навля), por la margen izquierda, con una longitud de 126 km y una cuenca de 2242 km²;
- río Bolvá (Болва), por la margen izquierda, con una longitud de 213 km, una cuenca de 4340 km² y un caudal de 22 m³/s.

### Ciudades en el Desná
Las principales ciudades atravesadas por el Desná son las siguientes:
- en Rusia: Zhúkovka (19.731 en 2002), Briansk (431.526 hab. en 2002) y Trubchevsk (16.342 hab. en 2002).
- en Ucrania: Nóvgorod-Síverski (15.200 hab.en 2001), Cherníhiv (295.500 hab. en 2004) y Oster (7100 en 2005).